# Krewinkel (Büllingen)
Krewinkel ist ein Ortsteil der Großgemeinde Büllingen in der Deutschsprachigen Gemeinschaft (DG) im äußersten Osten Belgiens. Krewinkel zählt 84 Einwohner und gehört zur Teilgemeinde Manderfeld; es liegt rund 3 Kilometer östlich der Ortschaft Manderfeld, 13 Kilometer südöstlich des Hauptorts Büllingen sowie 12 Kilometer nördlich von Prüm.
Unmittelbar nördlich des Dorfes schließt sich der Weiler Afst an, der 33 Einwohner zählt. Afst sowie die weiter nördlich bzw. östlich gelegenen Nachbarorte Allmuthen und Kehr gehören zur Pfarre Krewinkel.

## Geschichte

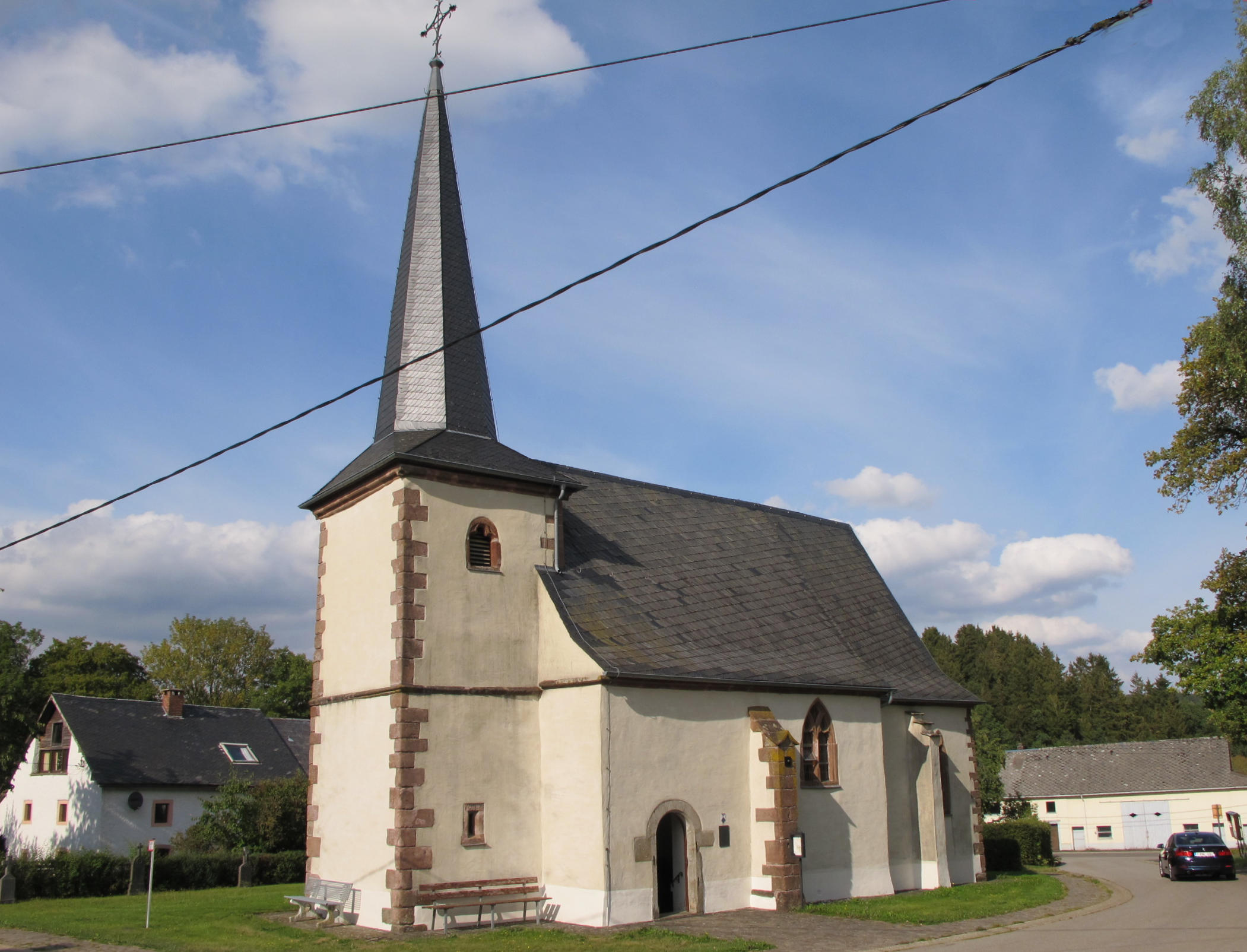
St. Eligius-Kulturkapelle Krewinkel

Krewinkel wurde im Jahre 1397 erstmals urkundlich erwähnt. Es wird jedoch vermutet, dass der Ort wesentlich älter ist und bereits zur Römerzeit besiedelt (ca. 57 v. Chr. bis ca. 450 n. Chr.) gewesen sein könnte. Darauf deutet ein Hügel, Römerberg genannt hin, auf dem Artefakte aus dieser Zeit gefunden wurden.
Das Dorf verfügt über zwei Kirchengebäude: Die gotische St.-Eligius-Kapelle, die spätestens aus der ersten Hälfte des 16. Jahrhunderts stammt, wird heute als Kulturkapelle Krewinkel genutzt und ist denkmalgeschützt. Sie wurde Ende der 1960er Jahre an ein Freilichtmuseum verkauft, durch mehrjährige Verzögerungen bei der Verkaufsabwicklung, konnte der Kaufvertrag rückgängig gemacht werden. Die Kapelle wurde zwischen 1992 und 2002 aufwändig restauriert, bei dieser Gelegenheit wurden im Chorraum guterhaltene Fresken, vermutlich aus der Zeit zwischen 1480 und 1530 freigelegt, sowie der baufällige alte Turm erneuert. Der Chorraum war ursprünglich ein eigenständiges Bethaus. Unmittelbar benachbart steht die Pfarrkirche St. Eligius, ein Neubau aus dem Jahr 1964.